# Stenothyrsus
Stenothyrsuses un género monotípico de plantas con flores perteneciente a la familia Acanthaceae. Su única especie: Stenothyrsus ridleyi C.B.Clarke, es una planta herbácea natural de Malasia.

## Taxonomía
Stenothyrsus ridleyi fue descrita por el botánico, pteridólogo inglés, Charles Baron Clarke y publicado en Journal of the Asiatic Society of Bengal. Part 2. Natural History 74: 650, en el año 1908.